# ما جیانپینگ
ما جیانپینگ (انگلیسی: Ma Jianping؛ زادهٔ ۱۵ مارس ۱۹۶۱) وزنه‌بردار اهل چین بود.  وی در بازی‌های المپیک تابستانی ۱۹۸۴ شرکت کرده‌است.